# Dotazovací jazyk
Dotazovací jazyk umožňuje ovládat databázi prostřednictvím příkazů – dotazů, za pomoci vyhledávacích operátorů. Příkazy je možno rozdělit na příkazy pro manipulaci s daty, příkazy pro definici dat a příkazy pro řízení dat.
Příkladem dotazovacího jazyka je jazyk SQL, který patří v dnešní době k nejpoužívanějším.
Další příklady dotazovacích jazyků: LINQ (součást .NET), DMX, MDX, Datalog, MQL, OQL, SMARTS, QUEL.
V širším smyslu lze dotazy klást nejen databázi, ale i informačnímu systému anebo vyhledávacímu programu (grep, vyhledávací datová struktura).
Široce používané je vyhledávání z adresního řádku prohlížeče. Zde se kromě jazyka používá pro zadávání dotazů formulář.